# بريان بورويل
بريان بورويل (بالإنجليزية: Bryan Burwell)‏ هو صحفي أمريكي، ولد في 4 أغسطس 1955، وتوفي في 4 ديسمبر 2014 بسبب سرطان.